# Willemoesia forceps
Willemoesia forceps е вид десетоного от семейство Polychelidae. Видът не е застрашен от изчезване.

## Разпространение и местообитание
Разпространен е в Американски Вирджински острови, Ангуила, Антигуа и Барбуда, Аруба, Барбадос, Бахамски острови, Бермудски острови, Бонер, Британски Вирджински острови, Гваделупа, Гвинея, Гвинея-Бисау, Гренада, Доминика, Доминиканска република, Западна Сахара, Кабо Верде, Кайманови острови, Кот д'Ивоар, Куба, Кюрасао, Либерия, Мавритания, Мартиника, Мексико, Монсерат, Португалия (Азорски острови), Пуерто Рико, Саба, САЩ (Алабама, Луизиана, Мисисипи, Тексас и Флорида), Свети Мартин, Сейнт Винсент и Гренадини, Сейнт Китс и Невис, Сейнт Лусия, Сен Бартелми, Сен Естатиус, Сенегал, Сиера Леоне, Синт Мартен, Тринидад и Тобаго, Търкс и Кайкос, Хаити и Ямайка.
Обитава морета и заливи. Среща се на дълбочина от 2607,5 до 2980,9 m, при температура на водата от 2,3 до 2,5 °C и соленост 34,8 – 34,9 ‰.

## Описание
Популацията на вида е стабилна.